# Idrottsföreningen Kamraterna Luleå
L'Idrottsföreningen Kamraterna Luleå, meglio noto come IFK Luleå, è una società calcistica svedese con sede nella città di Luleå.
Dal 1986 al 1989 la denominazione del club è stata Luleå FF/IFK, a seguito dell'unione con la società Luleå FF.

## Storia
La fondazione del club risale all'anno 1900. Nel 1970 la squadra ha vinto il campionato di seconda serie, ottenendo per la prima volta la promozione in Allsvenskan, ma la permanenza nel massimo campionato durò solamente una stagione per via dell'ultimo posto nella classifica finale. Due anni più tardi, il club ritornò in terza serie.
Tra gli anni '70 e '90 la squadra ebbe due lunghe parentesi, rispettivamente in terza serie e nella serie cadetta. Tuttavia nel 1999 l'IFK Luleå sprofondò in Division 3, il quarto campionato nazionale dell'epoca.
Oggi milita in Division 1, ovvero in terza serie. Disputa le proprie partite interne presso lo stadio Skogsvallen.

## Palmarès

### Competizioni nazionali
- Division 2: 2

2001, 2010

### Altri piazzamenti
- Coppa di Svezia:

Semifinalista: 1993-1994
- Division 1:

Secondo posto: 1991, 1992